# 陈昌来
陈昌来（1962年11月—），安徽定远人，享受国务院政府特殊津贴专家，上海外国语大学教授。

## 生平
1985年毕业于安徽师范大学中文系，1988年于安徽师范大学获硕士学位，师从语言学家张涤华教授。1988年于复旦大学获博士学位。1988年至1999年，在烟台师范学院（现鲁东大学）中文系任教。2001年入职上海师范大学，曾任上海师范大学对外汉语学院副院长，上海师范大学党委教师工作部部长、人事处处长，上海师范大学党委常委、党委研究生工作部部长、研究生院常务副院长等职。2024年起，任上海外国语大学中文学院/国际文化交流学院院长。

## 学术贡献
主要从事现代汉语语法、应用语言学、华文教学理论研究。主持国家社科重大项目、国家社科基金项目等十余项，发表学术论文180多篇，出版著作和教材30余部。